# Nissan Paladin
O Paladin é um SUV fabricado pela Nissan. O Paladin é vendido somente na China. É ativo no Rali Dakar durante os últimos anos.